# Alenka v říši divů (film, 2010)
Alenka v říši divů (anglicky Alice in Wonderland) je americký 3D film společnosti Disney, natočený volně na námět pocházející z knih Lewise Carrolla Alenka v říši divů (též známé jako Alenčina dobrodružství v podzemní říši; Alice's Adventures in Wonderland, 1865). Film režíroval Tim Burton a v hlavních rolích vystupuje např. Johnny Depp, Mia Wasikowska, Helena Bonham Carterová, Anne Hathawayová. Podmanivou filmovou hudbu složil Danny Elfman. K filmu byl vydán také soundtrack pod názvem Almost Alice, kde jsou nazpívány písně interpretů, které tento příběh inspiroval. Hlavní písničkou byl singl Avril Lavigne Alice.
Hlavní rozdíl nejen oproti původní knižní předloze, ale i oproti předchozímu stejnojmennému disneyovskému kreslenému filmu z roku 1951, pak zde spočívá v tom, že Alenka již není malé dítě, ale devatenáctiletá dospívající dívka. Její putování Podzemím je koncipováno jako její vlastní snové osobní hledání sebe sama během svého vlastního osobnostního přerodu z nerozhodného a slabého dítěte v silnou, sebevědomou i cílevědomou mladou ženu (dámu), to vše na pozadí bizarní a symbolické konfrontace střetu dobra se zlem. Snímek kombinuje všechny možné dostupné digitální a vizuální efekty a filmové triky s účinkováním skutečných reálných lidí-herců (ovšem s tím, že někteří herci jsou zde dodatečně digitálně více či méně obrazově upraveni či znetvořeni - Srdcová královna má hlavu o 70 % větší než normální člověk).
Film pokračuje Alenka v říši divů: Za zrcadlem.

## Děj
Na počátku děje poznáváme londýnskou Angličanku Alenku (Alici Kingsleyovou) jako malé šestileté děvčátko, které má neklidné spaní, časté snové vidiny a která žije se svým otcem. Zakrátko pak děj pokračuje o třináct let později v době, kdy se z Alenky stala mladá dospívající dívka, jejíž otec zemřel a která právě jede kočárem společně se svou matkou na své zásnuby sice s velmi bohatým, ale také dosti hloupým lordem Hamishem Ascotem, synem otcova dlouholetého obchodního partnera lorda Ascota. Během zásnubní slavnosti její pozornost upoutá zvláštní velký bílý králík ve vestě, jenž se zde pohybuje mezi trsy růžových keřů a mává na ni. Alenka přeruší veškerou společenskou konverzaci se svým nápadníkem Hamishem, který ji právě požádal o ruku, a běží pryč za tím podivným bílým králíkem ve vestě, který ji v zámeckém parku pod starým a pahýlovitým stromem zmizí do velké nory. Jak se naklání nad onou norou, její stěny povolí a Alenka spadne dovnitř, dlouhým pádem padá a padá a padá dolů do Podzemní říše, kde se nakonec ocitne v kruhové místnosti plné zamčených dveří. Prožívá pak částečně znova to, co již zde jednou prožila jako malé děvčátko (což je vlastně také původní děj knihy a filmu). Za aktivní pomocí nejrůznějších více či méně bizarních tvorů a jejich kouzel (různých fantastických i reálných mluvících zvířat, modrého houseňáka, dvou malých tlouštíků a pološíleného kloboučníka) pak pomáhá fantaskní podzemní svět osvobodit od bizarní krutovlády Srdcové královny Iracebeth a předat moc do rukou její sestry, mírumilovné Bílé královny Mirany. Prostřednictvím sebepoznání i nabyté zkušenosti pak dotváří svoji osobnost a definitivně dospívá v ženu. Poté, co vorpálovým mečem skolí bájného tvora (dosti podobného drakovi) tlachapouda, kterému usekne hlavu, se za pomoci Bílé královny vrátí nahoru na zemský povrch zpět na zásnubní slavnost. Hamische si ale odmítne vzít a nakonec odjede lodí do ciziny, neboť se stane obchodní zástupkyní Ascotovy firmy v Číně.

## Obsazení
| Mia Wasikowska       | Alenka, celým jménem Alice Kingsleyová                                  |
| Johnny Depp          | Kloboučník                                                              |
| Matt Lucas           | Tydlidum a Tydlidýn, tlouštíci                                          |
| Marton Csokas        | Charles Kingsleigh                                                      |
| Michael Sheen        | TMC Twisp, bílý králík ve vestě                                         |
| Helena Bonham Carter | Srdcová královna Iracebeth                                              |
| Anne Hathawayová     | Bílá královna Mirana                                                    |
| Crispin Glover       | Ilosovic Stayne, srdcový kluk neboli spodek, generál královny Iracebeth |
| Christopher Lee      | Tlachapoud, bájný tvor                                                  |
| Frances de la Tour   | Imogene, Alenčina teta                                                  |
| Jemma Powell         | Margaret Kingsleighová, Alenčina sestra                                 |
| John Hopkins         | Lowell                                                                  |
| Alan Rickman         | Houseňák Absolem                                                        |
| Tim Pigott-Smith     | lord Ascot, obchodní partner Alenčina otce                              |
| Lindsay Duncan       | Helen Kingsleighová, Alenčina matka                                     |
| Leo Bill             | Hamish Ascot, Alenčin nápadník                                          |
| Stephen Fry          | kocour Šklíba, bájný tvor s kouzelnými vlastnostmi                      |

## Hlavní postavy Podzemí

### Lidské postavy
- Alenka (devatenáctiletá mladá slečna)
- Srdcová královna Iracebeth, sestra Bílé královny (krajně excentrická a velice krutá žena, momentální vládkyně Podzemí, vyznačuje se znetvořenou hlavou, která je o 70 % větší oproti normálu)
- Bílá královna Mirana, sestra Srdcové královny (blazeovaná mladá dáma usilující o moc nad Podzemní říší)
- Kloboučník (pološílený Alenčin přítel, služebník Bílé královny)
- Ilosovic Stayne, srdcový kluk - spodek (vrchní velitel červených srdcových vojsk Srdcové královny, přerostlý štíhlý muž ve středních letech)
- Tydlidýn a Tydlidum (malá tlustá hádavá a rozmazlená dvojčata, slouží Bílé královně)

### Zvířecí postavy
Všechny tyto zvířecí postavy mluví a jsou příznivci Bílé královny.
- Kocour Šklíba (velký kouzelný modrý kocour, který se šklebí a umí mizet beze stop, Klouboučníkovi a Alence pomáhá svými kouzly)
- Zajíc Březňák (potrhlý malý zajíček, Kloboučníkův společník)
- Ohař Bayard (pes domácí, nejrealističtější zvíře ze všech postav)
- TMC Twisp, bílý králík ve vestě a s kapesními hodinkami (on jediný byl na návštěvě v reálném světě proto, aby nalákal Alenku do Podzemí)
- Pták Blboun (modrá napodobenina blbouna nejapného)
- Mallymkun, plšice (malý bojovný tvoreček vyzbrojený velkým špendlíkem, Klouboučníkova věrná přítelkyně)
- Modrý Houseňák Absolem (vševědoucí strážce Orákula kouřící vodní dýmku, objevuje se jak v reálném světě na počátku děje jako housenka, tak i v jeho závěru jako modrý motýl)

### Nereálné zvířecí postavy Podzemí
Všechny tyto postavy jsou na počátku ve službách Srdcové královny, Pentlochňap Alenku nejprve
pronásleduje i lehce poraní, později jí ale věrně slouží na straně Bílé královny.
- Tlachapoud (velký jednohlavý mluvící tvor ne nepodobný prehistorickému drakovi, tvor který během filmu násilně zahyne - Alenka mu během bitvy usekne vorpálovým mečem nejprve jazyk a poté i hlavu)
- Pentlochňap (velký huňatý tlustý tvor, který připomíná kříženinu velké kočtovité šelmy a mohutného chlupatého psa - nemluví)
- Zloškrv (velký prehistorický létající ptakoještěr - zahyne náhodně po Pentlochňapově útoku v závěrečné bitvě pod kamenem vystřeleným z vlastního katapultu - nemluví)

## Epizodní a vedlejší postavy
- Lidé - dvořané obou královen
- U dvora Srdcové královny další zvířata - žabáci, chodící ryba, ježek, prase, plameňák (všechny postavy mluví)
- Červení vojáci a bílí vojáci (stylizované oživlé červené hrací karty - nemluví)
- Bílí vojáci (stylizované oživlé šachové figurky - nemluví)
- Koně (kůň Ilosovice Stayna jednou promluví)
- Létající houpací kůň připomínající Pegase
- Mluvící květiny
- Bayardova psí manželka a jeho štěňata

## České znění
- Režie českého znění: Vojtěch Kotek
- Překlad: Vojtěch Kostiha

### Hrají
- Marika Šoposká - Alenka
- Lenka Vlasáková - Bílá královna
- Otakar Brousek mladší - bílý králík
- Jiří Bartoška - houseňák Absolem
- Saša Rašilov - kloboučník
- Jan Vlasák - kocour Šklíba
- Radek Kuchař - dvojčata Tydlidýn a Tydlidum
- Tatiana Vilhelmová - Srdcová královna
- Pavel Kříž - srdcový kluk
- Petr Rychlý - zajíc Březňák
- Taťjana Medvecká - plšice